# Chevrolet Aveo I
Pour les articles homonymes, voir Lova.
La Chevrolet Lova est en fait une Chevrolet Aveo version berline. Elle est vendue en Chine.